# Isla Taggart
Isla Taggart är en ö i Chile.   Den ligger i regionen Región de Magallanes y de la Antártica Chilena, i den södra delen av landet, 1 800 km söder om huvudstaden Santiago de Chile. Arean är 40 kvadratkilometer.
Terrängen på Isla Taggart är mycket platt. Öns högsta punkt är 143 meter över havet. Den sträcker sig 10,3 kilometer i nord-sydlig riktning, och 8,4 kilometer i öst-västlig riktning.